# Ка Чекарди (Ферара)
Ка Чекарди (итал. Ca' Ceccardi) је насеље у Италији у округу Ферара, региону Емилија-Ромања.
Према процени из 2011. у насељу је живело 48 становника. Насеље се налази на надморској висини од 10 м.